# ジェフ・アッティネッラ
ジェフ・アッティネッラ（Jeff Attinella、1988年9月29日 - ）は、アメリカ合衆国出身の元サッカー選手。現役時代のポジションはGK。

## クラブ経歴
2011年1月、MLSスーパードラフトで1巡目(全体14位)にレアル・ソルトレイクに指名されたが、契約は締結しなかった。翌2月、FCタンパベイと契約を結び、4月30日のアトランタ・シルバーバックス戦でプロデビューを果たした。
2012年12月、レアル・ソルトレイクに移籍。
2016年12月、エクスパンション・ドラフトでミネソタ・ユナイテッドFCに指名され、2018年MLSスーパードラフト2巡目指名権とのトレードでポートランド・ティンバーズに移籍。

## タイトル
タンパベイ・ローディーズ
- 北米サッカーリーグ (1): 2012

レアル・ソルトレイク
- ウェスタン・カンファレンス (1): 2013

ポートランド・ティンバーズ
- ウェスタン・カンファレンス (1): 2018